# داغجی (اردهان)
داغجی (به ترکی استانبولی: Dağcı) یک منطقهٔ مسکونی در ترکیه است که در اردهان واقع شده‌است.